# Orangelo
Espèce
Orangelo désigne un agrume hybride d'oranger doux (C. sinensis) et de pamplemoussier au sens de C. paradisi, grapefruit en anglais ou de C. maxima pomelo en anglais. Le chironja de Porto-Rico donné comme synonyme est la variété la plus connue.
La phylogénomique a permis de rassembler (2014) toutes les accessions de C . sinensis, C. aurantium, C. paradisi, les hybrides de mandarine, les tangors, les tangelos et mandelo,  les orangelos dans une vaste population mélange dans des proportions variables de deux taxons ancestraux : mandarines (C. reticulata) et pamplemousses (C. maxima).

## Dénomination
Le terme « orangelo » apparait comme nouvel agrume en 1914 dans un périodique agricole de l'Ohio patronné par le Ministère de l'agriculture. Journal of agricultural research de 1920 cite parmi les hybrides de W. T. Swingle orangelo qui est un nom de laboratoire provisoire (non publié), toutefois la même année George L. Peltier mentionne le semis d'orangelo (C. grandis var. Bowen grapefruit x C. sinensis var. Lamb summer orange - une sous-variété du Valencia - ) sensible au chancre bactérien. Plusieurs cultivars d'orangelo (orange x grapefruit) sont introduits aux Philippines depuis les États-Unis en 1925.
Autant le géniteur orange douce est constant, autant le pamplemoussier C. maxima ? ou C. paradisi ?, est mal déterminé, le second étant le seul cultivé aux États-Unis.

## Les cultivars
En 1987, F W. Martin et al. créent un groupe des orangelo où ils classent le chironja de Porto-Rico à côté du natsudaïdaï japonais (hybride de C. maxima et de la mandarine Kishu C. kinokuni chez Tokurou Shimizu et al. 2016), de Poorman orange et de Wheeny tous deux australien et néo-zélandais. Le Guide de la transformation des agrumes (1999) maintient ce regroupement avec le K-Early ( syn. Sunrise) de Floride, Poorman et Wheeny de Nouvelle-Zélande et d'Australie, de nos jours classés Citrus ×tangelo et ajoute Hassaku et Natsudaidai.
Le japonais Sukega  (C. paradisi Macf. × C. sinensis (L.) Osbeck) est mentionné comme variété d'orangelo (1970) auto-incompatible. Il est piriforme, jaune avec une pulpe d'orange L'hypothèse que Sukega proviendrait d’un croisement entre « Imperial » et une orange sanguine est contestée.

### Triumph et Jackson

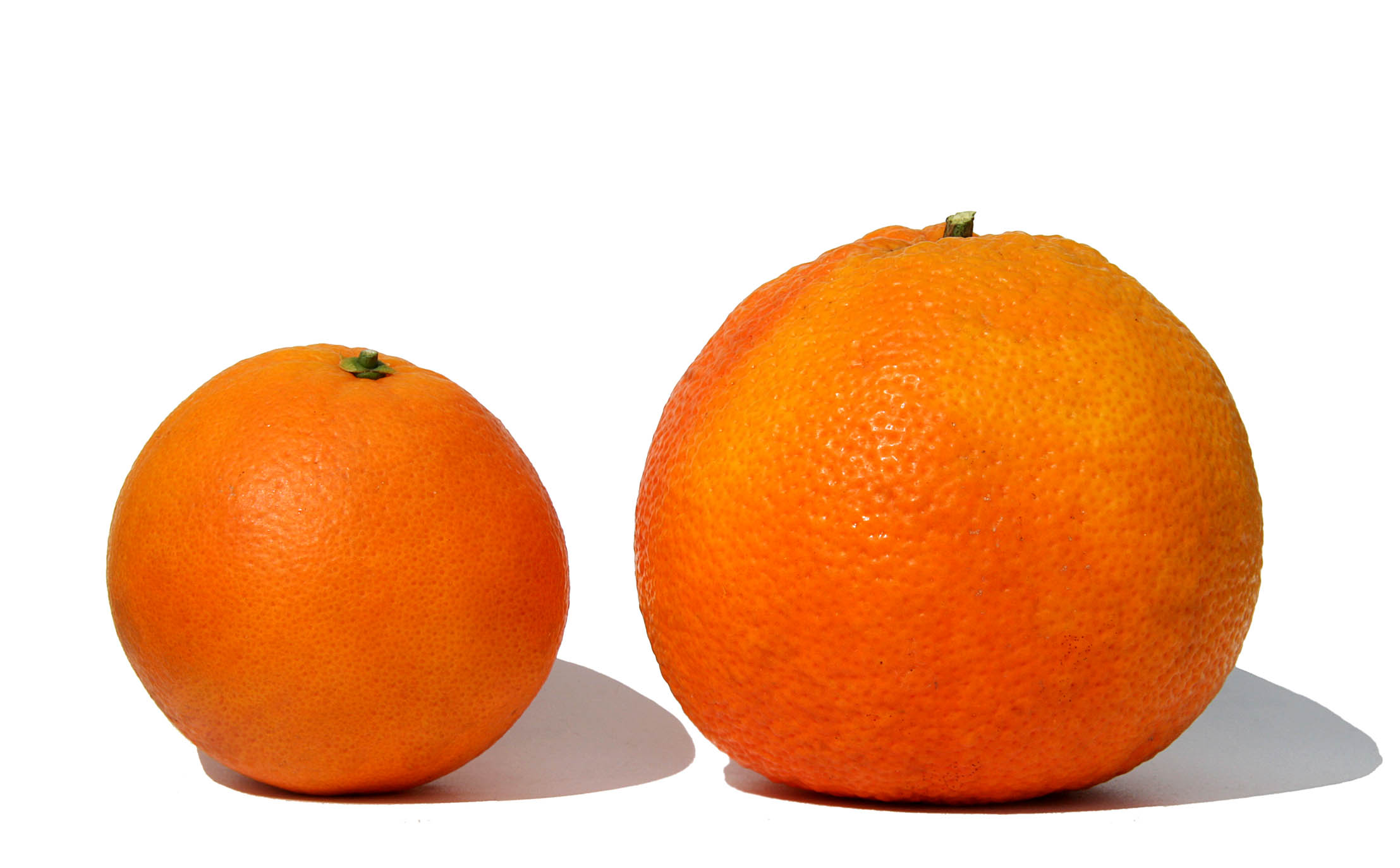
Une orange (Valencia late) et un orangelo

C'est Allen Susser (1997) qui voit dans Triumph, très ancienne variété de grapefruit (première variété nommée offerte au public en 1884 dont on ne connait pas l'origine), un orangelo à cause de la saveur d'orange douce. Triumph est considéré comme une des meilleures variétés pour sa finesse et sa jutosité. Robert Willard Hodgson (1967) le classe comme un orangelo. Louis W. Ziegler le qualifie d'orangelo (1975) ainsi que les variétés « Royal » et « Isle of Pines » qui sont proches de Triumph et enfin « Imperial » et « Chironja ». Triumph est avec Jackson l'orangelo sélectionné par les deux importantes études phylogénétiques (2015 et 2017).
Jackson est un mutant sans pépins de Triumph cultivé en Afrique du Sud, il a une saveur particulière à cause du bas niveau de naringine combiné à une faible acidité. Il est inventorié SRA 472 dans la collection INRA-Cirad de San Giuliano.
Ce sont des fruits précoces (maturité en novembre).

### Chironja
En février 1956, Carlos G. Moscoso - chargé de la commercialisation des agrumes à la Station d'expérimentation agricole de l'université de Porto Rico - découvre l'arbre et ses fruits à l'état sauvage dans les montagnes près d'Utuado, zone de culture d'orangers et de pamplemoussiers (C. paradisi). Le fruit écrit-il a été nommé chironja car il tient de l'orange (china en espagnol local) et du grapefruit (toronja). Il entreprend la culture en 1957 et publie le nouveau fruit en 1958. L'arbre est proche des C. paradisi: hauteur 8,3 m à Porto Rico, le gros fruit (500 g) avec la pulpe de l'orange douce. 
Niilo Virkki de la même Université publie une description du chromosome (2n = 9 classique pour un agrume) en 1964. Moscoso et K. G. Shambuling en 1972 démontrent la nature hybride de la plante et supposent à partir ces considérations phénotypiques que ses progéniteurs sont les agrumes cultivés sur place, orangers et pamplemoussier C paradisi . La diffusion est restée limitée au marché local.
Les 2 fruits nommés Chironja conservés dans la collection Givaudan Citrus de Riverside ne sont pas les mêmes, il existerait donc divers cultivars,.

## Phylogénèse
En 2014, Franck Curk note la proximité de Triumph avec C. maxima davantage qu'avec C. paradisi. « De nombreuses variétés anciennes et modernes de mandarines, tangor, tangelos et orangelos ont été introgressés par C. maxima [ ] l'orangelo Triumph présente une contribution majoritaire de C. maxima, avec de nombreux marqueurs en homozygotie, et de C. reticulata en hétérozygotie »  écrit-il.

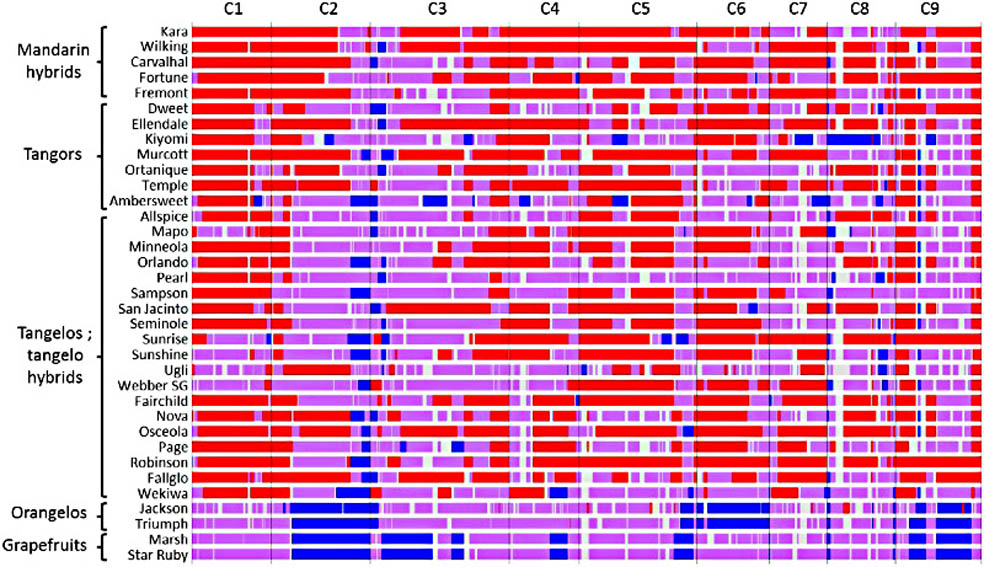
Caryotypes phylogénomiques de 38 accessions d'agrumes, les chromosomes des orangelos (en bas) sont majoritairement hétérozygotes C. reticulata/C. maxima en violet, et homozygote C. maxima en bleu, les traces de C. reticulata sont infimes.

Curk et al. publient ces travaux en 2015 en utilisant Triumph comme orangelo. L'orangelo Triumph présente un schéma similaire à celui de C. paradisi mais avec une proportion d'homozygotie plus élevée pour les allèles diagnostiques de C. maxima (29 % du nombre total). Il dresse une carte de la distribution des marqueurs.

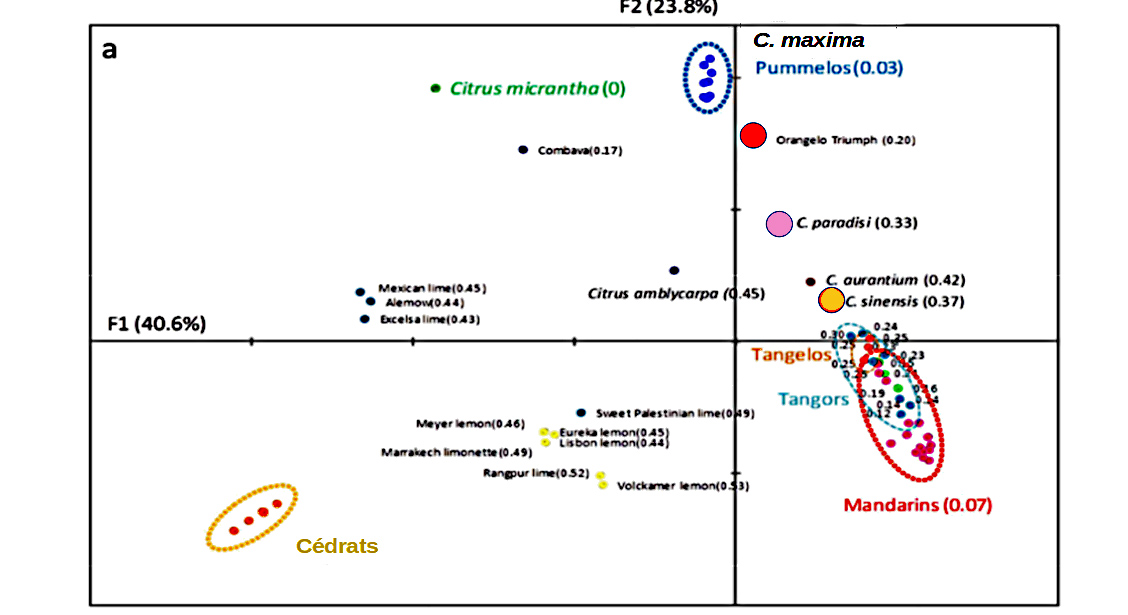
Carte des marqueurs de 70 agrumes (Curk 2015). Sur l'axe Pamplemoussier-mandarinier, près des pamplemoussiers en haut l'orangelo (point rouge), plus loin le grapefruits (rose) et au milieu les oranges douces (couleur orange).

En 2017, Amel Oueslati, François Luro et al. consacrent une monographie au génotypage par séquençage des hybrides C. maxima / C. x reticulata incluant 2 orangelos « supposés [ ]  soupçonnées d'être des orangelos naturels » Triumph et Jackson. Ils confirment la répartition bimodale la plupart des mandarines, tangors, tangelos, pamplemousses (C. paradisi) et des orangelos. « Les orangelos Jackson et Triumph présentaient des caryotypes très similaires avec des motifs proches du grapefruit pour les chromosomes 1, 2, 5, 7, 8 et 9. »   

## Culture
Chironja n'est pas compatible avec le porte-greffe bigaradier, le rusticité est USDA 9 à 11 , autrement dit comme l'oranger. L'arbre est rapidement productif, un arbre de 7 ans peut produire jusqu'à 200 fruits par an. Triumph et Jackson seraient d'un bon niveau de tolérance au Huanglongbing.
Manuel Talon (2020) indique que tous les agrumes hybrides proches des pamplemousses (C. paradisi) ont un succès commercial modéré, aucun n'est produit en grande culture, y compris les hybrides triploïdes (sans pépins) de Siamese sweet: Oroblanco, Melogold et Masch.

## voir aussi
- Michel Chauvet, 1980. Pamplemousse et pomélo : un cas exemplaire de conflit entre usage et norme. Journ. d'Agric. Trad. et de Bota. Appl., 27:(1), 1980, pp. 55-81. Lire en ligne.